# اوله تران
اوله تران (اوکراینی: Олег Анатолійович Таран؛ زادهٔ ۱۱ ژانویهٔ ۱۹۶۰) بازیکن فوتبال اهل اتحاد جماهیر شوروی سوسیالیستی است.
از باشگاه‌هایی که در آن بازی کرده‌است می‌توان به باشگاه فوتبال متالورگ زاپروژیا، باشگاه فوتبال زسکا مسکو، باشگاه فوتبال دنیپرو، باشگاه فوتبال چورنومورتس اودسا، باشگاه فوتبال دینامو کی‌یف، و باشگاه فوتبال الوداد کازابلانکا اشاره کرد.